# Myrmoteras donisthorpei
Myrmoteras donisthorpei är en myrart som beskrevs av Wheeler 1916. Myrmoteras donisthorpei ingår i släktet Myrmoteras och familjen myror. Inga underarter finns listade i Catalogue of Life.